# زاك ناش
زاك نـاش (بالإنجليزية: Zack Nash)‏ هو لاعب كرة قدم أمريكية أمريكي، ولد في 23 سبتمبر 1989 في ديكسون في الولايات المتحدة.

## وصلات خارجية
- زاك نـاش على موقع مرجع كرة القدم المحترفة.كوم (الإنجليزية)